# Regionální decentralizovaný orgán Gorizia
Regionální decentralizovaný orgán Gorizia (italsky ente di decentramento regionale di Gorizia, zkratka EDR Gorizia) je italský státní úřad ustanovený v roce 2019, který začal fungovat k 1. červenci 2020. Územím své působnosti je totožný s provincií Gorizia, která byla zrušena v roce 2017. EDR Gorizia má obdobná práva a povinnosti, jako mívala stejnojmenná provincie. Gorizia sestává z 25 obcí.